# Clonsilla
Clonsilla is oorspronkelijk een plaats in het Ierse graafschap Dublin. Tegenwoordig is het een buitenwijk van de hoofdstad van het land en maakt bestuurlijk deel uit van Fingal. Clonsilla heeft een station aan de Dublin - Sligo dat bediend wordt door de forensentrein richting Maynooth. De M3, de snelweg van Dublin richting Navan loopt aan de noordkant langs Clonsilla.